# Мотылёва, Тамара Лазаревна
Тама́ра Ла́заревна Мотылёва (29 мая 1910 — 5 ноября 1992, Москва) — советский литературовед.
Дочь Лазаря Евгеньевича (Елизара Евновича) Мотылёва, уроженца Витебска. Дед был лесоторговцем. Окончила МГУ им. М. В. Ломоносова (1930). Доктор филологических наук (1947), профессор. Награждена орденом «Знак Почёта», медалями. Лауреат премии им. братьев Гримм (ГДР, 1981). Член Союза писателей СССР (1943).
Похоронена на Донском кладбище.
Сын — Михаил Белович Ландор, литературный критик. Племянник — переводчик Леонид Мотылёв.

## Основные работы
- Немецкая критика в борьбе против фашизма. Ташкент, 1942
- Анна Зегерс: Критико-биографический очерк. М., 1953
- О мировом значении Л. Н. Толстого. М., 1957
- О социалистическом реализме в зарубежных литературах. М., 1959[5]
- Творчество Ромена Роллана. М., 1959
- Иностранная литература и современность: Статьи. М., 1961
- Зарубежный роман сегодня. М., 1966
- Глазами друзей и врагов: Современная литература за рубежом. М., 1967 (Массовая историко-литературная библиотека)
- Ромен Роллан. М., 1969 (ЖЗЛ)
- Роман Анны Зегерс «Седьмой крест». М., 1970 (Массовая историко-литературная библиотека)
- Достояние современного реализма: Исследования и наблюдения. М., 1973
- Первый антифашистский роман: «Верноподданный» Г.Манна. М., 1974 (Судьбы книг)
- Томас Манн и русская литература. М., 1975
- Роман Иоганнеса Р. Бехера «Прощание». М., 1976 (Массовая историко-литературная библиотека)
- «Война и мир» за рубежом: Переводы. Критика. Влияние. М., 1978
- Роман — свободная форма: Статьи последних лет. М., 1982
- Толстой читает Гёте. Тула, 1982
- Русская литература и мировой литературный процесс. М., 1983[6]
- Анна Зегерс: Личность и творчество. М., 1984